# Eresoidea
Eresoidea – nadrodzina pająków z infrarzędu pająków wyższych i grupy płytkowców, obejmująca trzy rodziny: poskoczowate, płachtowcowate i Hersiliidae.
Przedstawiciele nadrodziny wyróżniają się na tle płytkowców brakiem kajakowatej błony odblaskowej w oczach oraz obecnością kilku rozproszonych na polu gruszkowatym kądziołków przędnych gruczołów przędnych ampułkowatych większych. 
Wyróżnienia tej nadrodziny dokonano w oparciu o kryteria morfologiczne. W 1991 roku Platnick i inni zaproponowali siostrzaną relację między poskoczowatymi i płachtowcowatymi bazując na wtórnym zaniku u nich parakribellum. Coddington i Levi umieścili Eresoidea w swojej klasyfikacji z 1991 roku, zwracając jednak uwagę, że ich monofiletyzm nie jest pewny. Monofiletyzm nadrodziny potwierdzały morfologiczne analizy filogenetyczne Griswolda i innych z 1999 roku, Griswolda i innych z 2005 roku. Nie znalazł on jednak wsparcia w wynikach analiz molekularnych. Nie potwierdziły go analizy Millera z 2010 roku, Hormigi i Griswolda z 2014 roku, Garrison i innych z 2016 roku, Bonda i innych z 2016 roku, Wheelera i innych z 2017 roku czy Fernández i innych z 2018 roku. Liczne z tych analiz zamiast tego rozpoznają nadrodzinę Oecobioidea, obejmującą tylko płachtowcowate i Hersiliidae.